# أكيم تاميروف
أكيم تاميروف (بالأرمينية: Ակիմ Թամիրով) ممثل أرميني ولد في 29 أكتوبر 1899 وتوفي في 17 سبتمبر 1972. فاز بجائزة غولدن غلوب لأفضل ممثل مساعد الأولى في عام 1943، ورُشح مرتين لجائزة الأوسكار لأفضل ممثل مساعد (1936 و 1943)، وظهر فيما لايقل عن 80 فيلم أمريكي طوال حياته المهنية التي إمتدت سبعة وثلاثين عاما.

## روابط خارجية
- أكيم تاميروف على موقع IMDb (الإنجليزية)
- أكيم تاميروف على موقع الموسوعة البريطانية (الإنجليزية)
- أكيم تاميروف على موقع روتن توميتوز (الإنجليزية)
- أكيم تاميروف على موقع ألو سيني (الفرنسية)
- أكيم تاميروف على موقع تيرنر كلاسيك موفيز (الإنجليزية)
- أكيم تاميروف على موقع أول موفي (الإنجليزية)
- أكيم تاميروف على موقع قاعدة بيانات برودواي على الإنترنت (الإنجليزية)
- أكيم تاميروف على موقع قاعدة بيانات الأفلام السويدية (السويدية)
- أكيم تاميروف على موقع إن إن دي بي (الإنجليزية)
- أكيم تاميروف على موقع قاعدة بيانات الفيلم (الإنجليزية)